# Rolandra
Genre
Classification APG III (2009)
Rolandra est un genre monotypique de plantes à fleurs de la famille des Asteraceae défini par Christen Friis Rottbøll en 1775 et baptisé en l'honneur du collecteur danois Daniel Rolander. Son espèce unique est Rolandra fruticosa, répartie du Honduras jusqu'au Brésil.

## Synonymes
- Rolandra argentea Rottb.
- Rolandra diacantha Cass.
- Rolandra fruticosa (L.) Kuntze
- Rolandra monacantha Cass.